# Hartwig von Hersfeld
Hartwig von Hersfeld (* vor 1028; † Dezember 1090 in Hersfeld) war von 1072 bis 1090 Abt des Klosters Hersfeld und im Jahre 1085 für wenige Monate Gegenerzbischof von Magdeburg.

## Leben
Hartwig war vor 1028 geboren. Er stammte aus einer begüterten Familie, die vielleicht in Hessen oder Franken ansässig war. Vermutlich wurde er in Bamberg erzogen, wo er 1054 Vorsteher der dortigen Schule wurde. Am 15. März 1058 wurde er als Mönch in Hersfeld geweiht, wo der damalige Abt Meginher (1036–1059) eine Schule errichtet hatte. Am 16. September 1058 wurde er in Aschaffenburg zum Presbyter geweiht und unternahm von dort aus eine Pilgerreise ins heilige Land, allerdings ohne Einwilligung seines Abtes.
Nachdem jener verstorben war und dessen Amtsnachfolger Ruthardt aus gesundheitlichen Gründen das Amt niedergelegt hatte, wurde Hartwig im Jahre 1072 von König Heinrich IV. als Abt in Hersfeld eingesetzt. Als Abt nahm er im März 1073 an einer Synode in Erfurt teil und unterstützte dort Heinrich. Als Heinrich, den Beschlüssen der Mainzer Kirchenversammlung folgend, am 1. Juli 1085 mit einem Heer nach Sachsen kam, wurde Hartwig am 13. Juli als Erzbischof von Magdeburg protegiert und vom Klerus und Volk gewählt. Dabei waren auch Sigewin von Köln und andere Bischöfe, wie Thiedo von Brandenburg.
Obwohl Hartwig versuchte, Uneinigkeit unter den Sachsen zu säen, gelangte der Gegenkönig Hermann von Salm, als Heinrichs Heer abgezogen war, nach zwei Monaten wieder an seine Besitzungen zurück. Damit war Hartwig gezwungen, wieder nach Hersfeld zurückzukehren. Nach der Gosecker Chronik erhielt Abt Friedrich von Goseck, der sein Nachfolger wurde, die Kunde von seinem Tod am Weihnachtstag 1090.